# William D. Lindsley
William Dell Lindsley (25 de diciembre de 1812 – 11 de marzo de 1890) fue un Representante estadounidense por Ohio.
Nacido en New Haven, Lindsley asistió a la escuela pública y más tarde en 1832 se mudó a  Buffalo.  Pasó parte de su vida en el  Condado de Erie, asentándose finalmente en Sandusky.
Se dedicaba a actividades agrícolas. Sirvió como capitán en la milicia de Ohio de 1840 a 1843 y, como general de brigada en 1843.
Lindsley fue elegido como Demócrata en el 33.º congreso (4 de marzo de 1853 – 3 de marzo de 1855). Pero no fue reelegido para el 34.º congreso. 
Terminada su experiencia política, reanudó sus actividades agrícolas.  Murió en Perkins, el 11 de marzo de 1890.  Fue enterrado en el cementerio de Oakland, Sandusky, Ohio.